# Xian de Zhengning
Le xian de Zhengning (正宁县 ; pinyin : Zhèngníng Xiàn) est un district administratif de la province du Gansu en Chine. Il est placé sous la juridiction de la ville-préfecture de Qingyang.

## Démographie
La population du district était de 225 043 habitants en 1999.